# I’ll Be There for You (песня The Rembrandts)
«I’ll Be There for You» (с англ. — «Я буду рядом с тобой») — песня американского дуэта The Rembrandts, наиболее известная как музыкальная тема вступительной заставки к ситкому «Друзья».
Она также была выпущена как первый сингл с третьего студийного альбома коллектива «L.P.», достигнув топ-10 чартов Австралии, Новой Зеландии, Норвегии, Ирландии и Великобритании. Песня заняла первое место в чарте Канады, удерживая позицию в течение пяти недель, где также стала самым продаваемым синглом 1995 года. Сингл также достиг семнадцатого места в американском хит-параде Billboard Hot 100 и на протяжении восьми недель возглавлял чарт Hot 100 Airplay.

## История
Текст песни был написан в соавторстве с продюсерами сериала «Друзья» Дэвидом Крейном и Мартой Кауфман, а также авторами песен Алли Уиллис, Филом Соулемом и Дэнни Уайлдом. Музыка была написана мужем Кауфман, Майклом Склоффом.
Оригинальная тема, которая длится менее одной минуты, позже была перезаписана в виде трехминутной поп-песни. После того как программный директор Чарли Куинн и диктор Том Пис запустили оригинальную короткую версию на радиостанции WRVW, она стала настолько популярной, что им пришлось перезаписать ее. Солист группы, Фил Солем, сказал:
Руководители нашего лейбла сказали нам, что мы должны дополнить песню и записать ее. У нас не было выбора.

## Критика
В 2009 году журнал Blender включил песню в список «50 худших песен в истории». Однако, журналы Paste, Complex и Observer посчитали песню одной из лучших телевизионных тем.

## Коммерческий успех
Песня возглавила чарт Billboard Hot 100 Airplay сразу после выпуска в течение восьми недель, а также достигла вершины чартов Hot Adult Contemporary Tracks и Mainstream Top 40. В Billboard Hot 100 она достигла 17-го места. Песня имела большой коммерческий успех в Канаде, где она достигла пика на 1-м месте в течение пяти недель подряд и стала самым продаваемым синглом 1995 года. В Великобритании она достигла 3-го места в UK Singles Chart, в том же году она достигла пика на той же позиции в Irish Singles Chart. В Шотландии она возглавила Scottish Singles and Albums Charts.

## Видеоклип
В видеоклипе группа выступает в студии, в то время как актеры телесериала «Друзья» присоединяются к ней.

## Трек-лист
| US 7-inch vinyl and European CD single 1. "I'll Be There for You (Theme from Friends)" – 3:09 2. Album snippets – 6:42 UK 7-inch and cassette single 1. "I'll Be There for You (Theme from Friends)" – 3:09 2. Fixin' to Blow – 5:03 - The cassette single was reissued in 1997 | European and Australian CD single 1. "I'll Be There for You (Theme from Friends)" – 3:09 2. "Fixin' to Blow" – 5:03 3. "Just the Way It Is, Baby" – 4:06 4. Snippets medley – 6:46 |

## Чарты
| Чарт (1995–1997)                                          | Пиковая позиция |
| --------------------------------------------------------- | --------------- |
| Австралия (ARIA)                                          | 3               |
| Бельгия/Фландрия (Ultratop 50)                            | 10              |
| Канада (RPM Top Singles)                                  | 1               |
| Канада (RPM Adult Contemporary)                           | 1               |
| Europe (Eurochart Hot 100)                                | 20              |
| Франция (SNEP)                                            | 25              |
| Германия (GfK)                                            | 77              |
| Iceland (Íslenski Listinn Topp 40)                        | 10              |
| Ирландия (IRMA)                                           | 3               |
| Нидерланды (Dutch Top 40)                                 | 15              |
| Нидерланды (Single Top 100)                               | 20              |
| Новая Зеландия (Recorded Music NZ)                        | 3               |
| Норвегия (VG-lista)                                       | 5               |
| Шотландия (OCC Scotland)                                  | 1               |
| Швеция (Sverigetopplistan)                                | 34              |
| Великобритания (OCC UK Singles)                           | 3               |
| США (Billboard Hot 100) · with "This House Is Not a Home" | 17              |
| США (Billboard Adult Contemporary)                        | 1               |
| США (Billboard Adult Pop Airplay)                         | 7               |
| США (Billboard Alternative Airplay)                       | 23              |
| США (Billboard Pop Airplay)                               | 1               |

| Чарт (1995)                        | Позиция |
| ---------------------------------- | ------- |
| Canada Top Singles (RPM)           | 1       |
| Canada Adult Contemporary (RPM)    | 24      |
| Iceland (Íslenski Listinn Topp 40) | 52      |
| New Zealand (Recorded Music NZ)    | 42      |
| UK Singles (OCC)                   | 22      |

| Чарт (1996)      | Позиция |
| ---------------- | ------- |
| Australia (ARIA) | 24      |

| Чарт (1997)                    | Позиция |
| ------------------------------ | ------- |
| Belgium (Ultratop 50 Flanders) | 56      |
| UK Singles (OCC)               | 50      |

## Сертификации
| Регион | Сертификация | Продажи |
| --- | ------------ | ------- |
| Австралия (ARIA) | Платиновый   | 70 000^ |
| Новая Зеландия (RMNZ) | Золотой      | 5000*   |
| Норвегия (IFPI Norway)                                                                                                   | Платиновый   |         |
| Великобритания (BPI) | Платиновый   | 844,000 |
| * Данные о продажах приведены только на основе сертификации. ^ Данные о тиражах приведены только на основе сертификации. |              |         |